# Ácido teofilina-7-acético
Ácido teofilina-7-acético ou ácido 1,3-dimetilxantina-7-acético (T7AA, do inglês theophylline-7-acetic acid)é o composto orgânico de fórmula empírica (notação de Hill) C9H10N4O4 e massa molecular 238,20. É classificado com o número CAS 652-37-9, CBNumber CB4295321 e MOL File 652-37-9.mol. Apresenta ponto de fusão 270-272 °C e ponto de ebulição 269-271 °C.
Sua eficácia por via oral, tanto na forma de comprimidos quanto xarope, foi testada em pacientes asmáticos, não mostrando diferença entre T7AA e placebo.
Conjugados de teofilina de poli-rotaxano são sintetizados por acoplamento de teofilina com α-ciclodextrinas (α-CDs) no poli-rotaxano. O poli-rotaxano é uma montagem molecular em que muitas α-CDs são encadeadas para um poli(etileno glicol) (PEG) de cadeia limitada com L-fenilalanina (L-Phe). O ácido teofilina-7-acético foi ativado por acoplamento com 4-nitrofenol e em seguida, etilenodiamina é deixada reagir com o éster ativo a fim de obter-se N-aminoetil-teofilina-7-acetoamida.
Amidas são sintetizáveis por condensação de ácido teofilina-7-acético e outros cloridratos do éster metílico do aminoácido disponíveis comercialmente, e são avaliados quanto à sua atividade in vitro contra variedades do Mycobacterium tuberculosis, não apresentando citotoxicidade para células de rim embrionário humano. Os derivados de teofilina-7-acetamidas em associação com chumbo contendo porções de aminoácidos parecem ser compostos promissores para o desenvolvimento de agentes antimicobacterianos.